# 봄이

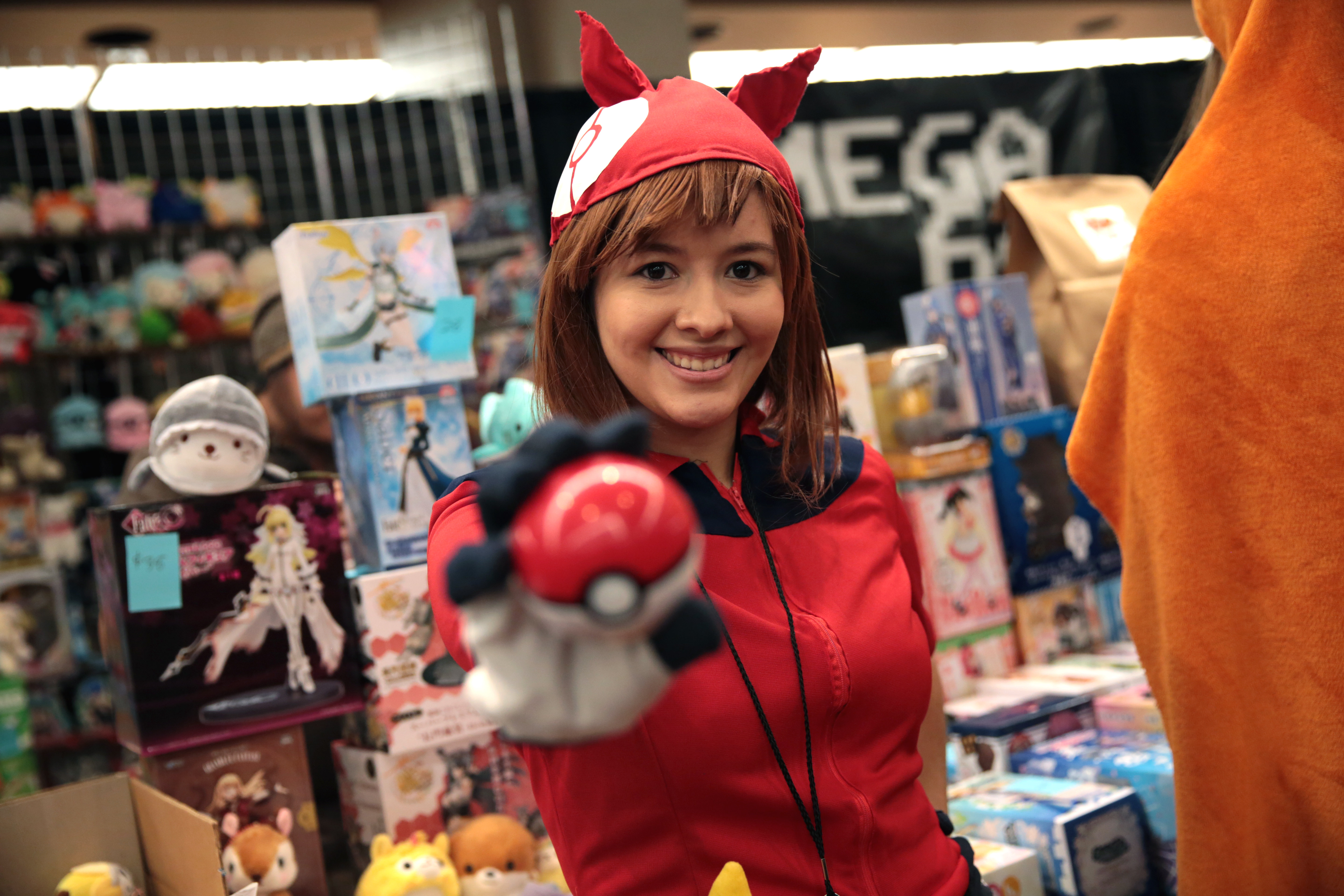

봄이는 《포켓몬스터 루비·사파이어》의 여주인공 봄이를 모티브로 한 인물로 《포켓몬스터 AG》에 나오는 가공의 인물이다. 포켓몬스터 AG의 히로인이다. 포켓몬스터 DP에서는 성도지방을 여행하고 있다. 성우는 KAORI / 서혜정 / 지미애(AG 극장판 9기)다. 포켓몬스터 W에서 재등장했다.

## 정보
- 포켓몬스터 루비·사파이어, 포켓몬스터 에메랄드의 여주인공이 모티브이다.
- 호연지방의 등화도시 출신으로, 체육관 관장 종길의 딸이다.
- 지우와 더블 주인공으로 활약.
- 포켓몬스터 AG 1화에서 아차모를 받았다. 이 아차모는 번치코로 최종진화한다.
- "~할지도"라는 말버릇이 있다.
- 먹는 것을 굉장히 좋아해 먹을 것이 가까이 있으면 곧바로 눈에 불을 켠다. 먹을 것 중에서도 라면을 가장 좋아해, 엔딩에서 대량으로 먹어 치우는 장면이 있다.(29그릇)
- 어릴때 하늘색 수영복을 입고 수영하다가 엄마가 왕눈해로 착각해 잡아버리려고 한적이 있어 트라우마로 남았었다. (프리콘 대회에서 극복)
- 포켓몬 스낵 만드는데는 재능이 없다. 봄이가 만든 포켓몬 스낵을 먹고 먹고자를 제외한 포켓몬들이 모두 기절할 정도였다.
- 포켓몬스터 W에서 재등장했다.

### 포켓몬 콘테스트
- 잿빛 대회(AG 35화) 때 데뷔하여 단풍대회. 잔디대회.해안대회,프리콘대회.황금대회에서 우승하여 그랜드 페스티벌에 나갔으나 8강에서 탈락한다,
- 관동의 콘테스트에도 출전하여 5개의 리본을 획득. 관동 그랜드 페스티벌 석영대회에 나갔으나 4강에서 패배한다.
- AG 시리즈가 끝난 후 성도지방으로 혼자 떠났다. DP에서 출연했을 때 성도지방 리본은 3개.
- 콘테스트 1차 심사 통과율 100%를 자랑. 단 한번도 1차심사에서 떨어진 적 없다.
- 포켓몬스터 W에서 재등장해서 세레나와 함께 콘테스트에 나갔다.

## 소지 포켓몬

### 아차모→영치코→번치코
| 포켓몬 | 도감번호 | 잡은 에피소드                         | 놓아준 에피소드                                     |
| ------ | -------- | ------------------------------------- | --------------------------------------------------- |
| 아차모 | #255     | 포켓몬스터 AG 제 1화 2002년 11월 21일 | 포켓몬스터 AG 제 82화 2004년 6월 24일 영치코로 진화 |
| 영치코 | #256     | 포켓몬스터 AG 제 82화 2004년 6월 24일 | 포켓몬스터 AG 제 190화 2006년 9월 7일 번치코로 진화 |
| 번치코 | #257     | 포켓몬스터 AG 제 190화 2006년 9월 7일 | 포켓몬스터 AG 제 191화 2006년 9월 14일 DP에서 등장. |

- 포켓몬스터 AG 1화에서 봄이가 처음으로 받은 포켓몬. 처음 받았을때는 길들여지지 않아 몬스터볼에서 나오면 무조건 돌진하여 기절해버렸다.
- 아차모 시절에는 울보에 겁이 많아 가재군에게 밥을 뺏기고 울음을 터뜨렸지만 영치코로 진화한 후 침착하고 어른스러워져 가재군이 영치코의 포스에 눌려 밥을 뺏어먹지 못하게 되었다.
- 포켓몬스터 AG 마지막회 직전에 번치코로 진화했다. 특성은 맹화.
- 포켓몬스터 DP에서 봄이가 재등장했을때, 레스토랑에서 밥을 먹기 위해 빛나의 팽도리와 태그를 짰었다.
- 엄연한 봄이의 스타팅 포켓몬이지만 콘테스트에서는 많이 활약하는 모습이 보이지 않는다. 배틀할 때 많이 사용되는 듯하다.
  - 콘테스트에는 서투른지 해안 대회에서 열린 콘테스트에서는 회오리불꽃을 봄이쪽으로 날려버리는 실수도 했다.(할퀴기로 불꽃을 흩날려서 만회했지만)
- 하지만 번치코는 한국판과 일본판 둘다 남자성우가 연기를 했다.

### 개무소→실쿤→뷰티플라이
| 포켓몬     | 도감번호 | 잡은 에피소드                         | 놓아준 에피소드                                                                                                 |
| ---------- | -------- | ------------------------------------- | --- |
| 개무소     | #265     | 포켓몬스터 AG 제 14화 2003년 2월 27일 | 포켓몬스터 AG 제 24화 2003년 5월 8일 실쿤으로 진화                                                              |
| 실쿤       | #266     | 포켓몬스터 AG 제 24화 2004년 5월 8일  | 포켓몬스터 AG 제 28화 2003년 6월 5일 뷰티플라이로 진화                                                          |
| 뷰티플라이 | #267     | 포켓몬스터 AG 제 28화 2004년 6월 5일  | 포켓몬스터 AG 제 131화 2005년 6월 16일 호연지방의 여행을 마치고, 봄이의 엄마한테 돌려보냄. AG 186화부터 재소지. |

- 포켓몬스터 AG 14화에서 봄이가 잡은 개무소가 진화했다.
- 로사의 독케일과 함께 개무소 상태에서 잡혔으나, 로사의 개무소는 독케일로, 봄이의 개무소는 뷰티플라이로 진화하게 된다.
- 봄이의 콘테스트 데뷔전인 잿빛대회에 함께 출전했으나, 수형과의 2차심사에서 낙방하고, 다음 콘테스트인 단풍대회에서 첫 우승을 거머쥐도록 도움을 준다.
- 호연 지방에서의 여행이 끝난 후 봄이의 엄마인 미츠코가 뷰티플라이를 매우 마음에 들어하여 등화체육관에 남게 되었다. 이후 관동 지방에서의 여행이 끝날 때 다시 불렀다.
- 윤진컵에서도 활약하는데. 준결승전에서 소망과의 대결에서 승리한다. 이때 제비반환을 배우고 있었다.

### 에나비
| 포켓몬 | 도감번호 | 잡은 에피소드                          | 놓아준 에피소드                                                                                                 |
| ------ | -------- | -------------------------------------- | --- |
| 에나비 | #300     | 포켓몬스터 AG 제 47화 2003년 10월 16일 | 포켓몬스터 AG 제 131화 2005년 6월 16일 호연지방의 여행을 마치고, 봄이의 엄마한테 돌려보냄. AG 186화부터 재소지. |

- 포켓몬스터 AG 47화에서 발견한 야생의 에나비(방영 당시에는 스키티)였으나. 에나비의 도감설명상 움직이는것을 매우 좋아해 몬스터볼을 굴리다가 안에 들어가서 저절로 잡혔다.
- 이슬의 고라파덕이나 지우의 수댕이처럼 몬스터볼에서 멋대로 나와버리곤 한다.
- 호연 지방의 여행이 끝나고 집으로 잠시 돌아갔을 때 체육관의 온실이 맘에 들어 체육관에 남았다. 뷰티플라이와 함께 관동 지방의 여행이 끝났을 때 다시 불린다.
- 윤진컵에서는 잠시 등장하는데, 상대의 나시를 얼려버렸다.

### 이상해씨→(이상해풀)→이상해꽃
| 포켓몬               | 도감번호 | 잡은 에피소드                         | 놓아준 에피소드                                                                                   |
| -------------------- | -------- | ------------------------------------- | ------------------------------------------------------------------------------------------------- |
| 이상해씨 성별 : 암컷 | #001     | 포켓몬스터 AG 제 73화 2004년 4월 22일 | 포켓몬스터 AG 제 133화 2005년 6월 30일 오박사 연구소에 맡겨둠. DP 때, 이상해꽃으로 진화하여 등장. |
| 이상해꽃             | #003     | 포켓몬스터 DP 제 76화 2008년 4월 24일 | 포켓몬스터 DP 제 79화 2008년 5월 15일                                                             |

- 포켓몬스터 AG 73화에서 만난 이상해씨. 머리의 무늬가 하트무늬이며. 암컷이다.
- 숲 속에서만 살아왔기 때문에 도시에 대해서는 아무것도 몰랐다. 루이보스 대회에서는 대인공포증까지 생겨버렸고. 한동안 슬럼프였다.(다행히 프리콘대회에서 재기한다.)
- 호연 지방에서의 여행이 끝난 후 오박사 연구소에 맡겨진다.
- 윤진컵에서 다시 등장했을때는 이상해꽃으로 진화해있었다.

### 먹고자
| 포켓몬 | 도감번호 | 잡은 에피소드                         | 놓아준 에피소드                                     |
| ------ | -------- | ------------------------------------- | --------------------------------------------------- |
| 먹고자 | #446     | 포켓몬스터 AG 제 117화 2005년 3월 3일 | 포켓몬스터 AG 제 191화 2006년 9월 14일 DP에서 등장. |

- 원래는 포켓몬센터 근처를 어슬렁거리던 야생의 먹고자였지만, 봄이가 만든 포켓몬스낵에 반해 여행에 합류하게 된다. (몬스터볼을 먹었고 결국 잡힘)
- 관동에서 데뷔했으나 하리의 대포무노에게 패배한다.

### 꼬부기→어니부기
| 포켓몬   | 도감번호 | 잡은 에피소드                          | 놓아준 에피소드                       |
| -------- | -------- | -------------------------------------- | ------------------------------------- |
| 꼬부기   | #007     | 포켓몬스터 AG 제 133화 2005년 6월 30일 | - DP 때, 어니부기으로 진화하여 등장.  |
| 어니부기 | #008     | 포켓몬스터 DP 제 76화 2008년 4월 24일  | 포켓몬스터 DP 제 79화 2008년 5월 15일 |

- 본래는 오박사 연구소의 초심자 포켓몬이였으나 봄이가 데려가게 되었다.
- 진화하기 전 아차모만큼 울보였으나 여행이 계속됨에 따라 꼬부기도 성장. 더 이상 울지 않게 되었다.
- 윤진컵 1차심사에서 재등장. 이때는 어니부기로 진화해 있었다.

### 이브이→글레이시아
| 포켓몬     | 도감번호 | 잡은 에피소드                           | 놓아준 에피소드                                         |
| ---------- | -------- | --------------------------------------- | ------------------------------------------------------- |
| 이브이     | #133     | 포켓몬스터 AG 제 157화 2005년 12월 22일 | 포켓몬스터 DP 제 76화 2008년 4월 24일 글레이시아로 진화 |
| 글레이시아 | #471     | 포켓몬스터 DP 제 76화 2008년 4월 24일   | 포켓몬스터 DP 제 79화 2008년 5월 15일                   |

- 양육소에서 받은 이브이가 연분홍시티에서 부화했다. 신생아라 아무것도 몰랐으나 웅의 늪짱이와 콘테스트 배틀에서 승리할정도로 성장했다.
- 봄이가 신오지방에서 지우 일행과 만나기 3일전 선단시티 앞에 있는 얼어붙은 바위에서 글레이시아로 진화했다.
- 윤진컵 결승에서 데뷔했으나 미묘한 포인트차이로 팽도리에게 패배한다.

## 기타
의외로 <포켓몬스터 AG> 139화 <라이벌 대결! 윈디를 잡아라!> 편에서 윈디 때문에 조용히 할 상황에 한지우가 꼬르륵 소리를 내자 봄이가 조용히 하라고 불평한 그러한 사례도 있다. (AG 139화에서 인물들이 자기들 앞에 윈디가 등장하기를 기다리고 있을 때 한지우가 갑작스레 내자 조용히 하라고 불평하며 시키긴 했으나 그러다 나중에 모두 함께 식사를 하게 되었고, 한편, 윈디는 이미 물 건너가게 된 바로 그러한 장면이었다. 이 외에도 《포켓몬스터 AG》 같은 미디어 매체에 그러한 장면들이 등장할 수 있다.)
1. ↑  형태가 암컷이다.